# 安達香代子
安達 香代子（あだち かよこ、1965年11月9日 -）は、日本の元女優。栃木県出身。元シス・カンパニー所属。

## 来歴
1986年、夢の遊眠社に入団（同事務所の田山涼成や佐戸井けん太も所属していた）。
2001年11月21日の更新を最後に所属事務所のサイトから名前が削除され、以降の活動は不明。

## 出演

### テレビドラマ
- 恋はハイホー! （1987年10月21日 - 1988年1月27日、日本テレビ）
- ときめきざかり（1988年1月14日 - 3月24日、フジテレビ）
- 芸者小春の華麗な冒険 最終話（1991年6月20日、テレビ朝日）
- 世にも奇妙な物語シリーズ（フジテレビ）
  - 第2シリーズ「ボタン」（1991年8月1日）
  - 1996年 春の特別編「ミッドナイトDJ」（1996年3月25日） - 榊原良子 役
  - 1997年 春の特別編「私に似た人」（1997年3月31日） - 日向洋子 役
- 東芝日曜劇場（TBS）
  - 夫婦のさかだち（1992年4月26日）
  - お兄ちゃんの選択 第11話（1994年12月18日）
  - オトナの男（1997年7月6日 - 9月28日） - 谷口伸枝 役
  - サラリーマン金太郎2 第9話（2000年6月4日）
  - 恋がしたい恋がしたい恋がしたい 第3話（2001年7月15日）
- 子供が寝たあとで 第3話（1992年5月2日、日本テレビ）
- 不思議サスペンス「姿のない尋ね人」（1992年8月10日、関西テレビ）
- 家栽の人 第11話・最終話（1993年3月18日・25日、TBS）
- イエローカード （1993年7月2日 - 9月24日、TBS）
- 日曜はダメよ（1993年4月17日 - 6月26日、日本テレビ）
- この世の果て 第9話・最終話（1994年3月7日・28日、フジテレビ）
- 南くんの恋人 第9話（1994年3月14日、テレビ朝日） - 旅行代理店の店員 役
- グッドモーニング（1994年7月14日 - 9月22日、フジテレビ）
- 家族A（1994年10月13日 - 12月8日、TBS）
- 金曜エンタテイメント（フジテレビ）
  - 腕まくり看護婦物語3 熱血編（1994年12月2日）
  - 刑事で悪いか2
  - 真夏の恐怖ミステリー2 ほんとにあった怖い話「夏の訪問者」（1999年8月27日）
  - 美容エステ探偵2 白い肌が招く連続殺人（2001年8月24日） - 飯野早苗 役
- ハートにS X'masスペシャル 第4夜「ON AIR」（1994年12月22日、フジテレビ）
- さんかくはぁと（1995年1月9日 - 3月20日、テレビ朝日） - 猿渡先生 役
- 女囚〜塀の中の女たち（1995年3月30日、TBS）
- 星の金貨（日本テレビ）
  - 第2話（1995年4月19日）
  - 完結編スペシャル（1997年4月2日）
- 人生は上々だ 第4話（1995年11月3日、TBS）
- 月曜ドラマスペシャル（TBS）
  - 家栽の人スペシャル（1996年3月11日）
  - 向田邦子終戦特別企画「蛍の宿」（1997年8月4日）
  - 内田康夫サスペンス 浅見光彦シリーズ15「志摩半島殺人事件」（2001年3月19日）
- 花王ファミリースペシャル（関西テレビ）
  - 寿司、食いねェ!2（1996年3月17日）
- 将太の寿司（1996年4月19日 - 9月20日、フジテレビ）
- Age,35 恋しくて 第9話（1996年6月13日、フジテレビ）
- 翼をください!（1996年7月1日 - 9月23日、フジテレビ）
- ひとり暮らし（1996年10月11日 - 12月13日、TBS）
- 川の見える病院から 幼い命を救いたい! 熱血先生とがんと闘う子どもたちの涙の記録 （1997年3月18日、ABC）
- Dear ウーマン スペシャル（1997年4月6日、TBS）
- 土曜ワイド劇場（テレビ朝日）
  - 温泉若おかみの旅情殺人推理 第6作「長崎・島原・普賢岳 宿泊客の中に真犯人がいる! 死体が嘘をついた理由」（1997年5月3日） - アサコ 役
  - 女弁護士 朝吹里矢子 第5作「小さな共犯者」（1998年6月13日） - 原田明美 役
  - タクシードライバーの推理日誌 第13作「死にたがる乗客」（2000年8月26日）
- ギフト 第7話（1997年5月28日、フジテレビ）
- ガラスの仮面 第6話（1997年8月11日、テレビ朝日） - 母親 役
- こんな恋のはなし 最終話（1997年9月18日、フジテレビ）
- ナースのお仕事2（1997年10月14日 - 12月23日、フジテレビ） - 渋谷圭子 役
- 火曜サスペンス劇場（日本テレビ）
  - 警部補 佃次郎 4 『仮説の行方』（1997年12月16日） - 酒井あずさ 役
  - 曲がり角の女たち（2000年7月4日）
- ニュースの女 第6話（1998年2月11日、フジテレビ）
- Sweet Season（1998年1月15日 - 3月26日、TBS）- 小松原佐紀 役
- 甘い結婚（1998年1月8日 - 3月19日、フジテレビ）
- 美少女H「放課後の予感」（1998年4月13日、フジテレビ）
- ママチャリ刑事（1999年1月7日 - 3月18日、TBS）
- 傷だらけの女（1999年4月13日 - 6月22日、フジテレビ）
- ナオミ 第6話（1999年5月19日、フジテレビ） - 友花の父の弁護士 役
- P.S. 元気です、俊平（1999年6月24日 - 9月16日、TBS）
- 救急ハート治療室 第3話（1999年7月20日、関西テレビ）
- 恋愛詐欺師 第1話（1999年10月21日、テレビ朝日）
- 美しい人 第4話・第5話（1999年11月5日・12日、TBS）
- 月下の棋士 第4話（2000年2月7日、テレビ朝日）
- shin-D 東京らぶ 第1話（2000年2月7日、日本テレビ） - 工藤の妻・ナオ 役
- カネボウヒューマンスペシャル 最終回「大地の産声が聞こえる―15才 いちご薄書―」（2000年2月8日、日本テレビ）
- 3年B組金八先生 第5シリーズ 第19話（2000年3月2日、TBS） - 花屋女主人 役
- 二千年の恋 第9話（2000年3月6日、フジテレビ）
- 恋の神様 最終話（2000年3月17日、TBS）
- 別れる二人の事件簿 第2話（2000年4月27日、テレビ朝日）
- ショカツ 第8話（2000年5月30日、関西テレビ）
- 20歳の結婚（2000年7月6日 - 9月14日、TBS）
- ナニワ金融道5（2000年9月25日、フジテレビ）
- 時代劇ロマン 柳橋慕情 第6回・第7回（2000年10月9日・16日、NHK）
- ストレートニュース 第3話（2000年10月25日、日本テレビ） - 梅沢 役
- 編集王 第9話（2000年12月5日、フジテレビ）
- 松本清張特別企画・影の車（2001年2月19日、TBS） - 高木緑 役
- ビッグウイング 第7話（2001年2月23日、TBS）
- ムコ殿（2001年4月12日 - 6月28日、フジテレビ）
- 私を旅館に連れてって 第4話（2001年5月2日、フジテレビ）
- ルーキー! 第10話（2001年6月12日、関西テレビ）

### 映画
- マークスの山（1995年4月22日、松竹）

### 舞台
- 夢の遊眠社第29回公演『石舞台星七変化（ストーンヘンジ）』三部作一挙上演（1986年）
- 贋作・桜の森の満開の下（1989年） - クニの人 役
- ジェントルアーツ公演「赤穂浪士」「暴君・四谷怪談」（1989年）
- ジェントルアーツ公演「暴君・ハムレット」（1990年）

### その他テレビ番組
- いきなりHOW話遊（1990年、テレビ東京） - レギュラー

### CM
- ライオン「タータデント」（1991年）
- JR西日本（1993年）
- パナソニック「トランシーバー」（1994年）
- 味の素「煮物上手」（1995年）
- エイブル（1995年）
- SHARP「液晶ビューカム」（1995年）
- 日産「イチロニッサン」（1995年）
- 花王
  - 「バブ」（1996年）
  - 「カビとりハイター」（1998年）
- 松下電器「愛妻号」（1996年）
- 三井ホーム（1997年）
- 丸美屋「料亭のお茶漬け」（1997年）
- 富久娘（1997年）
- 日本生命（1998年）
- 講談社「週刊地球旅行」（1998年）
- 日興證券（1999年）
- 森永乳業「クリープ」（1999年）